# Tung och kvalfull vilar hela
Tung och kvalfull vilar hela är en psalm av Anders Frostenson från 1936. Den handlar om de kristnas förpliktelse att dela Jesu lidanden i världen idag. Tredje strofen innehåller de ofta citerade orden: "Öster, väster, norr och söder / korsets armar överskygga: / alla äro våra bröder / som på jorden bo och bygga."
Melodin är av Johann Crüger 1649, samma som till Salig, salig den som kände.

## Publicerad i
- 1937 års psalmbok som nr 241 under rubriken "Diakoni".
- 1943 års psalmbok som nr 434
- Frälsningsarméns sångbok 1968 som nr 521 under rubriken "Strid Och Verksamhet - Mission".
- Den svenska psalmboken 1986, 1986 års Cecilia-psalmbok, Psalmer och Sånger 1987, Segertoner 1988 och Frälsningsarméns sångbok 1990 som nr 102 under rubriken "Vittnesbörd - tjänst - mission".
- Finlandssvenska psalmboken (1986) som nr 483 under rubriken "Ansvar och tjänande"
- 1986 års finska psalmbok som nr 437 under motsvarande rubrik, översatt av Niilo Rauhala 1976 med annat versmått och annan melodi